# Psapharochrus umbrata
Psapharochrus umbrata är en skalbaggsart som först beskrevs av Bates 1885.  Psapharochrus umbrata ingår i släktet Psapharochrus och familjen långhorningar.
Artens utbredningsområde är:
- Guatemala.
- Honduras.

Inga underarter finns listade i Catalogue of Life.